# کمیته نام‌گذاری ژن هوگو
کمیته نام‌گذاری ژن هوگو (انگلیسی: HUGO Gene Nomenclature Committee) که با نام اختصاری HGNC شناخته می‌شود، نام یک کمیته در سازمان ژنوم انسان است که وظیفه‌اش استانداردسازی نام‌گذاری ژن‌های انسان است. این نام‌ها باید «منحصربه‌فرد» و «معنادار» باشد که بر پایه نظرخواهی از متخصصان به‌دست می‌آید. علاوه بر نام که که عموماً بین ۱ تا ۱۰ حرف دارد، این سازمان یک نماد (سمبل) برای هر ژن تعیین می‌کند. همچون نمادهای دستگاه بین‌المللی یکاها، نماد ژن‌ها نیز چون یک حرف اختصاری است، اما اهمیتش بیش از اینهاست، چرا که خودش به‌طور مستقل نیز معنا دارد و می‌تواند به‌جای نام اصلی به‌کار رود.